# وديدة محمود عزب
وديدة محمود عزب من أوائل من عملوا في مجال المحاماة والعمل السياسي بمصر. وُلدت عام 1919. وتُوفيت عام 2006. وتحدت وديدة جميع المعوقات التي واجهت المرأة في مطلع القرن العشرين ونجحت في أن تصبح من أوائل الخريجات بكلية الحقوق جامعة فؤاد الأول عام 1941. عملت كمحامية بالاستئناف العالي ومجلس الدولة ومحكمة الجنايات.
كان لها دور بارز في العمل النقابي وشاركت في جميع مؤتمرات المحامين في الدول العربية. ثم التحقت بالعمل السياسي في الستينات وتولت منصب أمين عام مساعد بالاتحاد الاشتراكي.
تزوجت من المحامي أحمد فؤاد، نقيب المحامين بالقاهرة سابقًا، وأنجبت منه ستة من الأبناء وهم محمود، مدحت، فؤاد، مجدي، أحمد وفاطمة. كما عملت جاهدة لخدمة أهالي دائرتها بعابدين وظلت تُمارس نشاطها المهني والسياسي والاجتماعي بهمة حتى بلوغها سن التقاعد.

## انظر
- كلير مازارد
- فايزة هيكل
- عزة كامل
- عزة فهمي
- جيانا فاروق
- هبة السويدي